# أحمد الفوزان
أحمد خالد عبد الله الفوزان (مواليد 1914) نائب سابق في مجلس الأمة الكويتي. خاض انتخابات مجلس الأمة الكويتي 1963 في الدائرة السادسة، وحصل على 565 صوت وحل بالمركز الرابع وفاز بالانتخابات. شارك في انتخابات مجلس الأمة الكويتي 1967 في الدائرة السادسة، وحصل على 312 صوت وحل بالمركز التاسع وخسر بالانتخابات. شارك في انتخابات مجلس الأمة الكويتي 1971 في الدائرة السادسة، وحصل على 399 صوت وحل بالمركز السابع.
ترأس نادي كاظمة من أكتوبر 1964 وحتى أكتوبر 1965.[بحاجة لمصدر]